# Маунт-Плезант Тауншип (округ Вейн, Пенсільванія)
Маунт-Плезант Тауншип (англ. Mount Pleasant Township) — селище (англ. township) в США, в окрузі Вейн штату Пенсільванія. Населення — 1439 осіб (2020).

## Демографія
Згідно з переписом 2010 року, у селищі мешкало 1357 осіб у 565 домогосподарствах у складі 383 родин. Було 831 помешкання
Расовий склад населення:
| - 97,1 % — білих - 0,9 % — азіатів - 0,7 % — чорних або афроамериканців - 0,2 % — корінних американців |

До двох чи більше рас належало 0,6 %. Частка іспаномовних становила 2,8 % від усіх жителів.
За віковим діапазоном населення розподілялося таким чином: 19,7 % — особи молодші 18 років, 59,4 % — особи у віці 18—64 років, 20,9 % — особи у віці 65 років та старші. Медіана віку мешканця становила 48,6 року. На 100 осіб жіночої статі у селищі припадало 100,1 чоловіків;  на 100 жінок у віці від 18 років та старших — 97,6 чоловіків також старших 18 років.
Середній дохід на одне домашнє господарство  становив 64 588 доларів США (медіана — 48 813), а середній дохід на одну сім'ю — 69 437 доларів (медіана — 52 596). Медіана доходів становила 51 563 долари для чоловіків та 33 500 доларів для жінок. За межею бідності перебувало 17,2 % осіб, у тому числі 20,5 % дітей у віці до 18 років та 10,7 % осіб у віці 65 років та старших.
Цивільне працевлаштоване населення становило 575 осіб. Основні галузі зайнятості: освіта, охорона здоров'я та соціальна допомога — 29,7 %, роздрібна торгівля — 13,6 %, мистецтво, розваги та відпочинок — 9,9 %, публічна адміністрація — 8,5 %.